# Лідіноїд

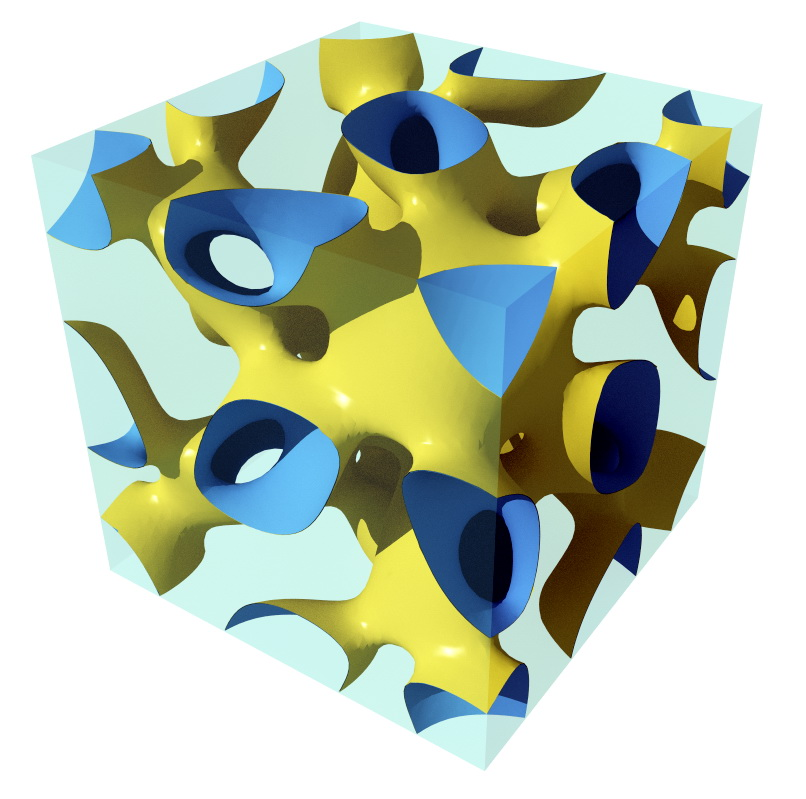
Лідіноїд в елементарній комірці.

У диференціальній геометрії лідіноїд є три-періодичною мінімальною поверхнею. Назва походить від шведського першовідкривача Свена Лідіна (який назвав її поверхнею HG).
Він має багато схожості з гіроїдом, і так само, як гіроїд є унікальним вбудованим членом асоційованого сімейства поверхні Шварца P, лідіноїд є унікальним вбудованим членом асоційованого сімейства поверхні Шварца H. Він належить до просторової групи 230 (Ia3d).
Лідіноїд можна виразити як множина рівнів: 
{\displaystyle {\begin{aligned}(1/2)[&\sin(2x)\cos(y)\sin(z)\\+&\sin(2y)\cos(z)\sin(x)\\+&\sin(2z)\cos(x)\sin(y)]\\-&(1/2)[\cos(2x)\cos(2y)\\+&\cos(2y)\cos(2z)\\+&\cos(2z)\cos(2x)]+0.15=0\end{aligned}}}

## Ланки
- Лідіоноїд у науково-графічному проекті (англ.)